# Lari (Italie)
Pour les articles homonymes, voir Lari.
Lari est un ancienne commune de la province de Pise, dans la région Toscane, en Italie.

## Culture
- Le musée Filippo Baldinucci ;
- le château des Vicaires.

## Administration
| Période                                  | Période | Identité | Étiquette | Qualité |
| ---------------------------------------- | ------- | -------- | --------- | ------- |
|                                          |         |          |           |         |
| Les données manquantes sont à compléter. |         |          |           |         |

## Frazioni
Aiale, Boschi, Capannile, Casciana Alta, Casine di Perignano, Cevoli, Colle, Croce, Gramugnana, La Capannina, Lavaiano, Perignano, Usigliano, S.Ruffino, Orceto, Querceto, Quattro Strade, Spinelli.

### Communes limitrophes
Capannoli, Casciana Terme, Cascina, Crespina, Lorenzana, Ponsacco, Pontedera, Terricciola.